# Байэлса
Байэлса (Баелса, англ. Bayelsa) — штат на юге Нигерии. 27 по площади и 36 по населению штат Нигерии. Административный центр штата — город Енагоа.

## История
Создан 1 октября 1996 года.
Штата Байэлса — один из крупнейших экспортеров сырой нефти и природного газа в Нигерии. В результате добычи нефти большинство населения штата живёт, в целом, лучше чем остальные нигерийцы в стране.

## Административное деление
Административно штат делится на 8 ТМУ::
- Brass
- Ekeremor
- Kolokuma/Opokuma
- Nembe
- Ogbia
- Sagbama
- Southern Ijaw
- Yenagoa